# 弗拉季夫卡 (馬林區)
50°54′49″N 29°2′26″E / 50.91361°N 29.04056°E
弗拉季夫卡（烏克蘭語：Владівка），是烏克蘭北部的村莊，隸屬日托米爾州的科羅斯滕區。該村面積1.75平方公里，海拔高度175米，2001年人口280，人口密度每平方公里159.73人。